# California State Route 44
De California State Route 44, afgekort CA 44 of SR 44, is een state highway van de Amerikaanse deelstaat Californië. De State Route 44 loopt van Redding oostwaarts richting Lassen Volcanic National Park. Aan de parkingang, nabij Manzanita Lake, gaat de route verder in noordoostelijke richting en valt de weg een tijdlang samen met de State Route 89. Bij Old Station splitsen de wegen terug en buigt Route 44 af naar het zuidoosten, tot in Susanville, waar de weg samenkomt met de State Route 36. Het laatste deel van de weg, tussen de ingang van het nationaal park en de oostelijke terminus in Susanville, maakt deel uit van de Volcanic Legacy Scenic Byway, een erkende National Scenic Byway.